# 冬山河
冬山河（台灣話：Tang-suann-hô）位於台灣蘭陽平原，全長24公里，發源於中央山脈的新寮山，主流經過宜蘭縣的冬山鄉及五結鄉，雖然從地圖上看起來，冬山河似乎是獨自注入太平洋，不過實際上冬山河及另一條流經宜蘭市的宜蘭河皆與蘭陽溪交匯於入海口不遠處，因此算是長度較長的蘭陽溪的支流，共同構成蘭陽溪水系的一部分。另外，冬山河是台灣少數以「河」為名的河川。

## 特色
冬山河雖然不長，卻在台灣河流整治史及觀光發展史上具有相當重要的地位，原因在於早年容易氾濫成災的冬山河整治完成後，除了解決當地農民的困擾，位於中游、占了冬山河將近一半長度屬於截彎取直的河道，也被一併規畫成景觀優美的風景遊憩區。其中五結鄉利澤簡橋附近的3500公尺河道，水流穩定，更是台灣首屈一指的水上活動場所。每年夏天，在這段河道上舉行的國際名校划船邀請賽，以及在河道旁的冬山河親水公園所舉辦的宜蘭國際童玩節，均吸引大批遊客參加。
冬山河畔另有國立傳統藝術中心，並有船舶往來冬山河親水公園。

## 利澤簡橋

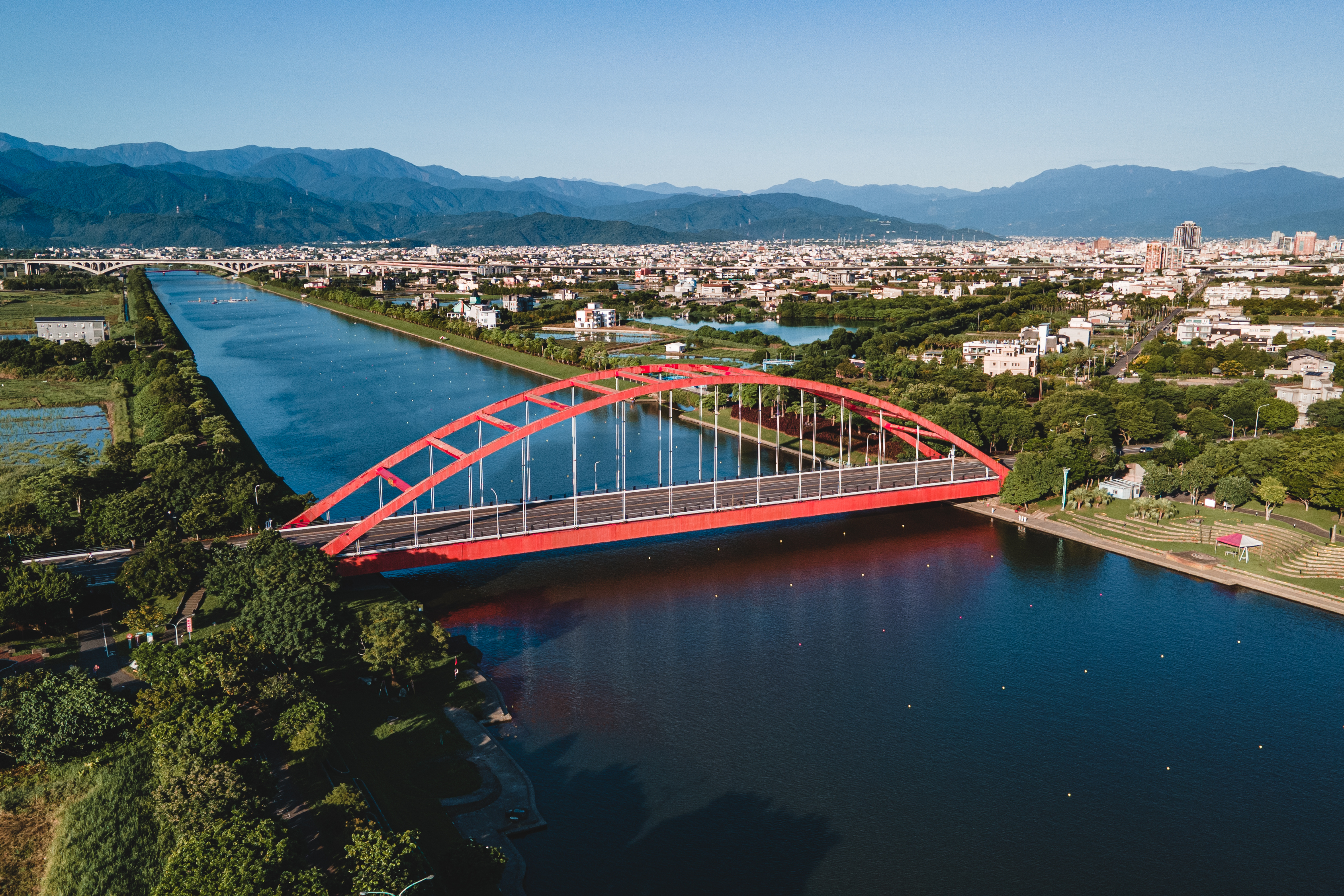
利澤簡橋

時任宜蘭縣長的游錫堃率全國之先辦理，改變中央、省的制式化紐澤西護欄，1992年以辦理臺灣區運動會為由說服公路局興建的利澤簡橋落成，並在縣府的重大工程會報，指示以後所有橋樑等重大公共建設，必須納入景觀藝術的考量。其後有葫蘆堵、下渡頭、中央、泰雅、南方澳等橋樑陸續興建完成。這樣的作法，讓藝術家有更大的發揮空間，藝術表現與公共工程有新的交集、新的結合，應該勝於直接以藝術品置於建築物之上。宜蘭縣的作為至今尚屬獨步台灣，實可稱為公共工程藝術化的宜蘭模式。橋樑的造型、色彩突出，連土木工程人員都有了文化藝術觀念，應該主打公共藝術，因為它打破一般的觀念，融合工程技術、自然景觀與現代造型藝術創意，改寫了橋樑的定義，而橋樑本身，就是一座公共藝術作品。

## 相片集

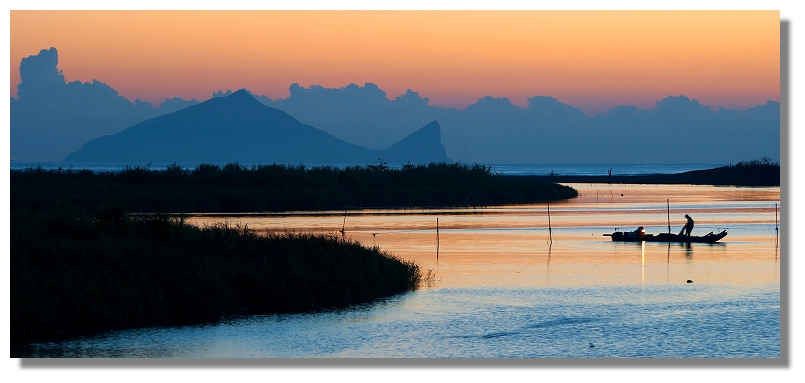
蘭陽溪、冬山河出海口晨曦，背景為龜山島，照片由台灣PTT實業坊Seattle995提供
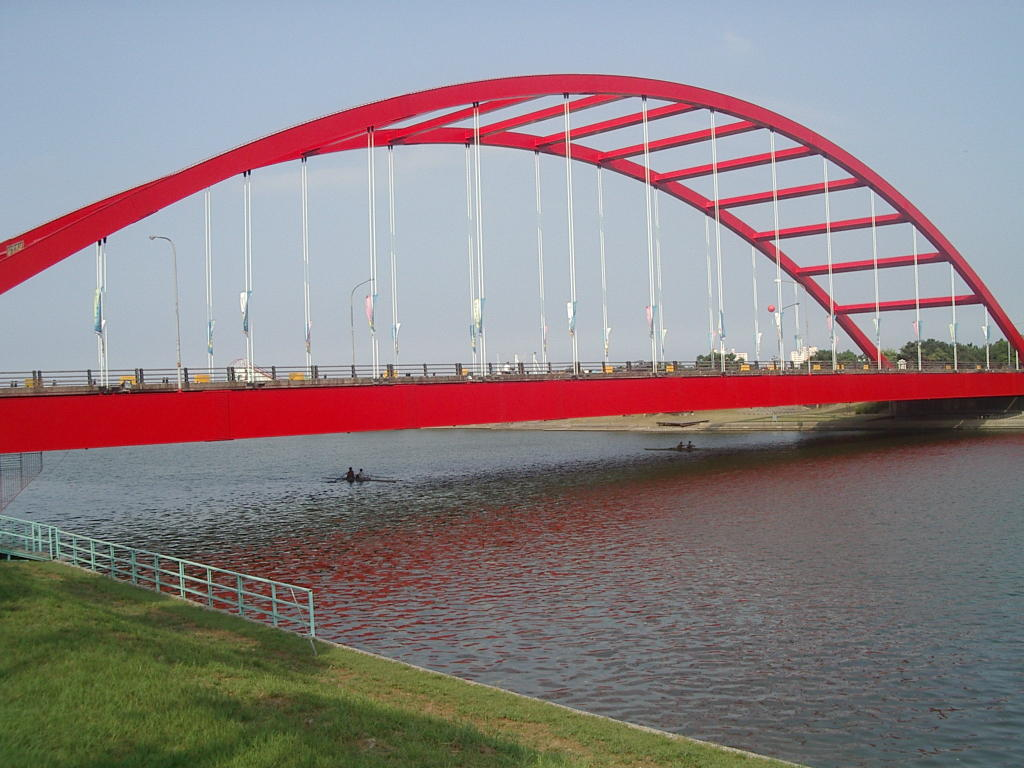
利澤簡橋，為冬山河之地標
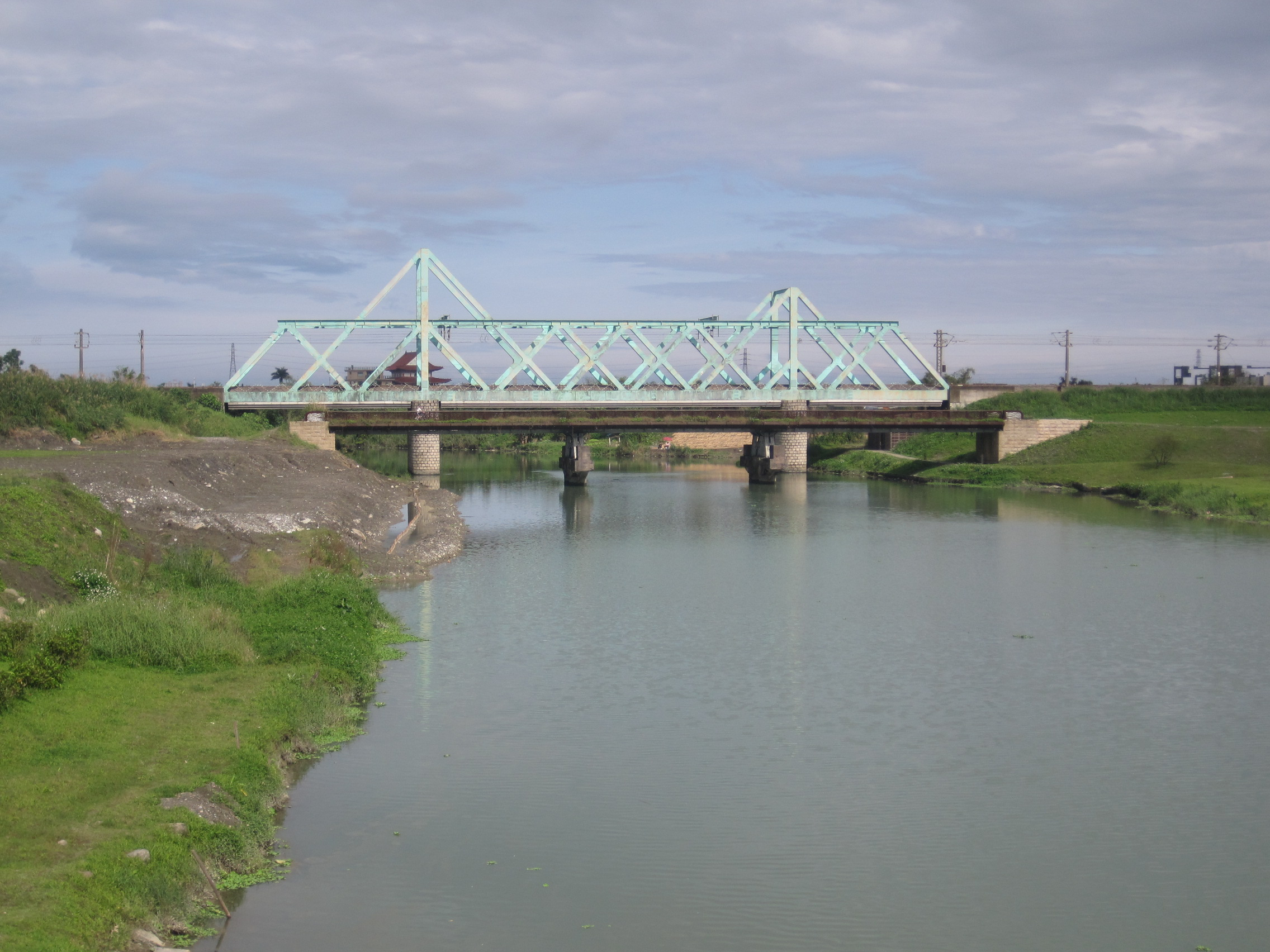
臺鐵冬山河橋
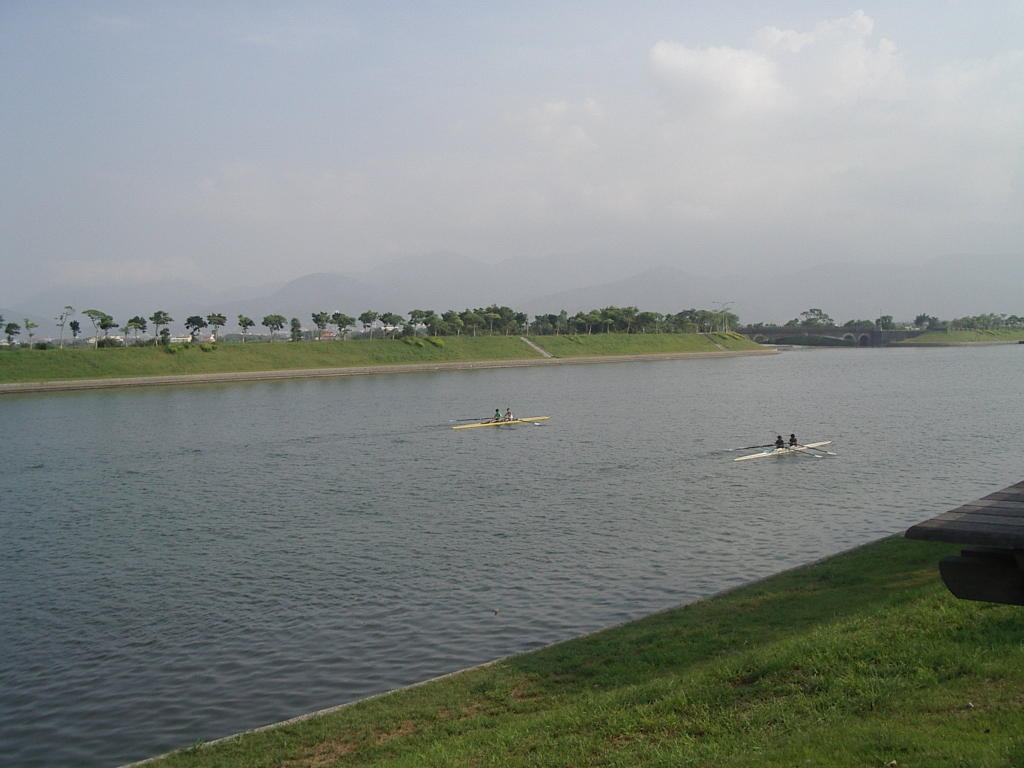
冬山河河濱公園
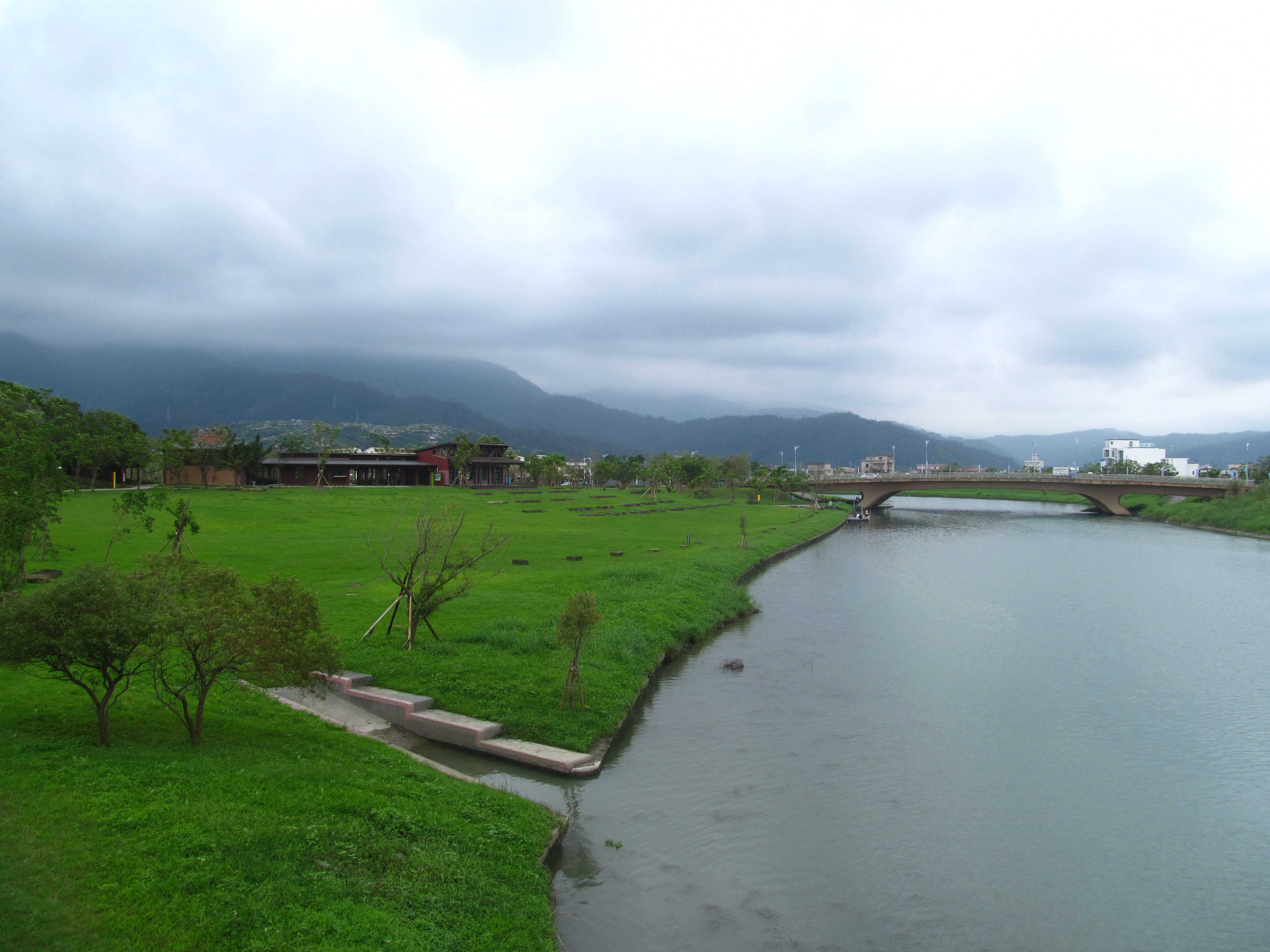
冬山河
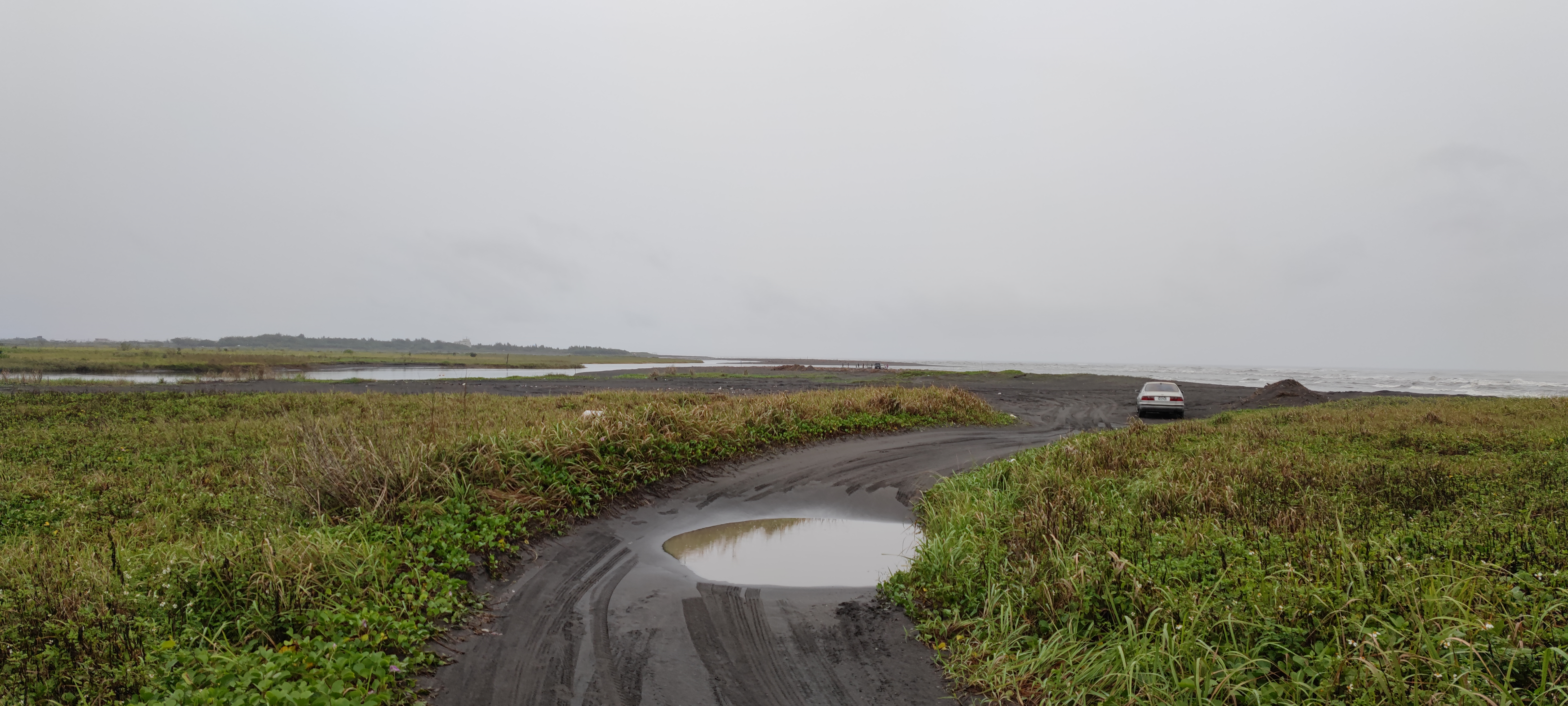
冬山河流入太平洋

## 外部連結
- 中央氣象局24H全天監視冬山河黃龍提岸即時影像 （页面存档备份，存于）